# Bubalus
Bubalus је род животиња из потпородице Bovinae.

## Врсте
Живеће врсте које припадају овом роду приказане су у следећој табели:
| Слика | Име                               | Распрострањеност                                |
| ----- | --------------------------------- | ----------------------------------------------- |
|       | Водени биво (B. bubalis)          | Индијски потконтинент, Југоисточна Азија и Кина |
|       | Индијски биво (B. arnee)          | Индијски потконтинент и Југоисточна Азија       |
|       | Низијска аноа (B. depressicornis) | Сулавеси                                        |
|       | Тамару (B. mindorensis)           | Миндоро                                         |
|       | Планинска аноа (B. quarlesi)      | Сулавеси                                        |